# 短茎灯心草
短茎灯心草（学名：Juncus perpusillus）是灯心草科灯心草属的植物，是中国的特有植物。分布于中国大陆的西藏等地，生长于海拔4,400米至4,600米的地区，常生长在高山地区，目前尚未由人工引种栽培。